# Тејуш (Олт)
Тејуш (рум. Teiuș) насеље је у Румунији у округу Олт у општини Скорничешти. Oпштина се налази на надморској висини од 259 m.

## Становништво
Према подацима из 2002. године у насељу је живело 277 становника, од којих су сви румунске националности.